# アルバロ・アントン・カマレロ
アルバロ・アントン・カマレロ（Álvaro Antón Camarero、1983年12月28日 - ）は、スペイン・ブルゴス県出身の元サッカー選手。現役時代のポジションはミッドフィールダー。。

## 来歴
レアル・バリャドリードの下部組織出身。2004年から2007年までの3シーズン、セグンダに所属していたバリャドリードでプレーしている。バリャドリードがプリメーラに昇格した2007-08シーズンは、前半戦ではカップ戦のみの出場に留まった。2008年1月、セグンダのラシン・フェロルにレンタル移籍した。ラシン・フェロルは同シーズン19位でセグンダBに降格している。
2008-09シーズンはプリメーラに昇格したCDヌマンシアへレンタル移籍。2008年8月31日、FCバルセロナとの開幕戦（1-0でヌマンシアが勝利）において、途中交代で出場。この試合がプリメーラでのデビュー戦となった。このシーズンは結局7試合に出場した。2009-10シーズンはレクレアティーボ・ウェルバへレンタル移籍。
2015-16シーズンの結果レクレアティーボがセグンダBに降格したことを受け、セグンダに昇格したSDポンフェラディーナに移籍した。
2016年8月31日、彼の地元のクラブブルゴスCFに移籍した。
2017年、CDトレドに移籍した。